# Stanislav Yeriomin
Stanislav Guerguiévich Yeriomin, en ruso Станислав Георгиевич Ерёмин (nacido el 26 de febrero de 1951 en Ekaterimburgo, Rusia) fue un jugador ruso de baloncesto que consiguió notables éxitos con la selección de la Unión Soviética. Después de retirarse, ejerció de entrenador en los varios equipos rusos y la selección nacional.

## Trayectoria como jugador
- 1969-1974 BC Uralmash
- 1974-1985 CSKA Moscú

## Trayectoria como entrenador
- 1986-1988 BC Al Jeish Damasco
- 1988-1992 CSKA Moscú, (ayudante)
- 1992-2000 CSKA Moscú
- 1999-2002  Rusia
- 2000-2006 UNICS Kazan
- 2006-2010 Triumph Lyubertsy